# Afroeme
Afroeme es un género con dos especies de coleópteros crisomeloideos de la familia Cerambycidae. Es originario de África.

## Especies
- Afroeme fusca (Gahan, 1900)
- Afroeme kenyensis Adlbauer, 2004